# Julie Sommars
Julie Sommars (Fremont, Nebraska, 15 de abril de 1940) é uma atriz norte-americana. Participou da série Matlock de 1987 a 1994 e foi indicada a um Golden Globe Award por melhor atriz coadjuvante por este papel.